# Кураж (Вологодская область)
Кураж — деревня в Грязовецком районе Вологодской области.
Входит в состав Юровского муниципального образования, с точки зрения административно-территориального деления — в Покровский сельсовет.
Расстояние до районного центра Грязовца по автодороге — 26,5 км, до центра муниципального образования Юрово по прямой — 20 км. Ближайшие населённые пункты — Скураково, Телебино, Воздвиженское.
По данным переписи в 2002 году постоянного населения не было.